# Iglesia de Santa Ana (Alozaina)
La Iglesia de Santa Ana de Alozaina (España) es una iglesia levantada en 1505 y posteriormente confirmada en 1510 como anejo de Casarabonela. 
En 1605 necesitó una amplia restauración que afectó a tejados, solerías, escalera de la torre, sacristía, rematada por Francisco de Medina y realizada por el albañil Jerónimo Hernández, siguiendo las condiciones de Pedro Díaz de Palacios, maestro de la catedral de Málaga.
La iglesia actual fue construida en el siglo XVIII en el emplazamiento de la antigua y posiblemente aprovechándola en parte. Fue realizada por Felipe Pérez el Menor, maestro de arquitectura, que la levantó entre 1770 y 1774.

## Descripción
El templo tiene una planta de cruz latina con cubierta de madera incluso en el crucero, y a los pies se levanta una pequeña tribuna sobre arco rebajado. En los ángulos que forman los brazos del crucero con la nave se insertan dos capillas cuadradas cubiertas con bóveda de arista, a las que se abren camarines poligonales, con restos de yeserías en uno de ellos. Presenta su cabecera reforzada con un muro exterior que la rodea dejando un pequeño pasillos entre ellos.
El exterior es de mampostería enlucida con arco de medio punto en su portada principal, entre pilastras cajeadas sosteniendo entablamento con inscripción de azulejos que alude a la reconquista de la villa en 1484. La portada lateral presenta una composición más sencilla, con bandas cajeadas.
Los azulejos de esta inscripción hacen alusión a su creación como parroquia en 1622, ya que antes dependía de Casarabonela. Estas inscripciones así como gran parte de la Iglesia acusan enormemente la restauración realizada en 1953, pues al finalizar la guerra había quedado completamente destrozada.
La torre se levanta junto a la cabecera, es cuadrada, maciza y sin adornos, excepto el cuerpo de campanas que es octogonal, con tejadillo piramidal y abre sus cuatro lados mayores con arcos de medio punto, estando los otros recorridos por una fina banda abierta en su mitad por un óculo, que surge en la base de un mensulón coronado por piña que marca la transición del cuadrado al octógono.